# غوردون كريستي
غوردون كريستي (بالإنجليزية: Gordon Christie)‏ هو سياسي نيوزلندي، ولد في 27 أغسطس 1914، وتوفي في 13 يونيو 2001. حزبياً، نشط في حزب العمال النيوزيلندي. وقد انتخب عضو مجلس النواب النيوزيلندي.